# Nadleśnictwo Sokołów
Nadleśnictwo Sokołów – jednostka organizacyjna Lasów Państwowych podległa Regionalnej Dyrekcji Lasów Państwowych w Warszawie. Siedziba nadleśnictwa znajduje się w Sokołowie Podlaskim, w powiecie sokołowskim, w województwie mazowieckim.
Nadleśnictwo obejmuje w całości powiat sokołowski i część powiatu ostrowskiego.
Powierzchnia Nadleśnictwa wynosi 7270, 37 ha.

## Historia
Nadleśnictwa Sokołów i Kosów (z siedzibą w Kosowie Lackim) powstały w 1945 i objęły głównie znacjonalizowane przez komunistów lasy prywatne, w tym dobrze urządzone lasy dużych posiadłości ziemskich. Przedwojenne lasy skarbowe, które weszły w skład Nadleśnictwa Sokołów, stanowiły 3,88% całej powierzchni nadleśnictwa. Niedługo potem, najprawdopodobniej na przełomie 1945 i 1946,  Nadleśnictwo Kosów przyłączono do Nadleśnictwa Sokołów.

## Ochrona przyrody
Na terenie nadleśnictwa znajduje się siedem rezerwatów przyrody:
- Biele
- Bojarski Grąd
- Podjabłońskie
- Skarpa Mołożewska
- Sterdyń
- Śnieżyczki
- Wydma Mołożewska.

## Drzewostany
Typy siedliskowe lasów nadleśnictwa (z ich powierzchniowym udziałem procentowym):
- lasy 62%
- bory 33%
- olsy 5%

Gatunki lasotwórcze lasów nadleśnictwa (z ich udziałem procentowym):
- sosna 46,66%
- dąb 22,01%
- brzoza 12,24%
- olsza 7,58%
- świerk 3,90%
- grab 2,90%
- inne 4,71%